# Torture Squad
Torture Squad est un groupe brésilien de death et thrash metal, originaire de São Paulo. Il est composé d'Amilcar Christófaro (batterie), Castor (basse et chant), Rene Simionato (guitare) et Mayara « Undead » Puertas (chant).

## Histoire

### Débuts et continuité
Torture Squad voit le jour en 1990 dans la zone sud de São Paulo, avec Cristiano Fusco comme guitariste et fondateur, Marcelo Fusco à la batterie et Marcelo Dirceu à la basse et au chant. Jouant sur la scène underground de São Paulo et n'ayant pas enregistré d'œuvres jusqu'au début des années 1990, le groupe se sépare, ne laissant que le guitariste.
En 1993, Fusco invite le batteur Amilcar Christófaro (RTH), le bassiste Castor (Toxic Stage), le chanteur Vitor Rodrigues (RTH) et le guitariste Fulvio Pelli (RTH) à rejoindre le groupe, lui donnant ainsi un nouveau départ. La même année, le groupe enregistre sa première démo intitulée A Soul in Hell, après quoi Fulvio Pelli quitte le groupe.
En 2002, Cristiano Fusco, le dernier membre original, quitte le groupe. Maurício Nogueira, ancien guitariste de Krisiun, prend sa place. Une fois le groupe stabilisé, ils entrent en studio pour enregistrer leur quatrième album et sortent Pandemonium en 2003. L'album est enregistré aux studios Mr. Som et produit par Marcello Pompeu et Heros Trench, membres de Korzus. Les morceaux Horror and Torture et Pandemonium font l'objet de clips. Au milieu de l'année 2004, Torture Squad sort son cinquième album Death, Chaos and Torture Alive ainsi que le DVD homonyme, enregistré dans la salle de concert Led Slay à São Paulo, en première partie de Desaster. La même année, le groupe fait la première partie du groupe de black metal Dimmu Borgir.
En mai 2007, le groupe est choisi pour représenter le Brésil dans la « Metal Battle » du festival Wacken Open Air. Après trois mois, Torture Squad remporte la compétition, obtenant un contrat avec le label Wacken Records et la garantie de revenir sur la scène du festival en 2008. Ce résultat permet également à Torture Squad de sortir l'album Hellbound en Europe et au Brésil.
Cependant, au début de l'année 2008, Maurício Nogueira quitte le groupe pour des raisons personnelles. Augusto Lopes, du groupe Eternal Malediction, le remplace. Avec ce line-up, Torture Squad retourne en Europe pour effectuer sa plus grande tournée à ce jour, jouant dans 20 pays et donnant plus de 70 concerts, y compris un concert au festival Wacken Open Air.
Entre avril et août 2013, le groupe choisit à nouveau les studios Norcal pour enregistrer son septième album studio, Esquadrão de Tortura, avec Brendan Duffey et Adriano Daga comme partenaires de production. Esquadrão de Tortura est le premier album du groupe avec un titre en portugais, enregistré en trio, et le premier album conceptuel lyrique, chronique de la période où le Brésil était dirigé par un régime militaire (1964 à 1985). Esquadrão de Tortura sort officiellement au Brésil le 15 novembre, jour de la proclamation de la république au Brésil.

### Nouvelle formation
En septembre 2015, le chanteur et guitariste André Evaristo quitte Torture Squad pour poursuivre d'autres projets personnels, le groupe revient donc à son line-up traditionnel en quatuor avec Mayara « Undead » Puertas (ex-Necromesis) au chant et Rene Simionato (ex-Em Ruínas et Guillotine) à la guitare, poursuivant la tournée pour le CD et DVD live Coup D'État Live.
Avec ce nouveau line-up, le groupe présente l'EP Return of Evil, qui contient quatre chansons : les inédits Return of Evil et Swallow Your Reality, Iron Squad et le réenregistrement de Dreadful Lies, une chanson sortie à l'origine sur leur premier album Shivering, en 1998. L'EP contient également un clip vidéo multimédia pour Return of Evil et un mini-documentaire de l'enregistrement, contenant les vidéos de Dreadful Lies et Iron Squad, réalisé exclusivement pour l'EP, qui sort en mars 2016, et plus tard en LP avec deux bonus live du Return of Evil World Tour 2016, numérotés et tirés à seulement 300 exemplaires. La pochette de l'EP est signée par l'un des artistes de bande dessinée les plus renommés du Brésil, l'italo-brésilien Eugênio Colonnese (1929–2008), grand-père du guitariste du groupe, Rene Simionato.
En septembre 2016, le groupe effectue une tournée historique au Brésil avec 28 dates en 32 jours, sillonnant le pays du nord au sud. Peu après la tournée brésilienne, le groupe s'embarque pour une autre tournée européenne avec 19 dates dans 7 pays. La tournée Return of Evil EP se termine en février 2017 avec 13 concerts en 16 jours, en passant par des villes de l'intérieur de São Paulo et du Paraná. En avril de la même année, le groupe commence l'enregistrement de son huitième album, Far Beyond Existence, qui sort le 13 juillet (Journée mondiale du rock) au Brésil, en Europe, en Russie, au Chili et aux États-Unis. Entre août et septembre, le groupe est la tête d'affiche de la tournée Far Beyond Existence avec les groupes brésiliens Reckoning Hour, Warcursed et Hatefulmurder, visitant 22 villes à travers le pays. En novembre, le groupe revient en Argentine après 8 ans et joue une tournée de 4 dates à Buenos Aires.
L'année 2018 commence par le Zumbis Squad Tour avec le groupe Zumbis do Espaço en février, visitant 9 villes à l'intérieur de São Paulo. Peu de temps après, le groupe se lance dans une autre tournée sud-américaine avec 26 concerts dans 5 pays. En octobre 2018, le groupe est annoncé comme l'une des attractions du célèbre festival brésilien Rock in Rio. Le groupe se produit sur la scène Sunset le 4 octobre 2019, aux côtés de Claustrofobia, Nervosa, Anthrax et Slayer,,,. L'année 2018 s'achève par une grande célébration du metal brésilien lors du Backstage Fest, organisé le 15 décembre au Carioca Club de São Paulo, aux côtés de Korzus, Nervosa et Carro Bomba.
En novembre 2022, ils sortent l'album live Tortura em La Iglesia Em Vivo, enregistré le 16 juillet 2022 lors d'un concert à La Iglesia à São Paulo,,. En décembre de la même année, ils ouvrent le concert d'Exodus à São Paulo.
En août 2023, ils sortent le clip du morceau Hell is Coming, inspiré du jeu en ligne Diablo IV,. En septembre de la même année, ils sortent l'album Devilish, avec une apparition spéciale du guitariste Andreas Kisser,,.

## Membres

### Membres actuels
- Amilcar Christófaro – batterie (depuis 1993)
- Castor – basse, chant (depuis 1993)
- Rene Simionato – guitare (depuis 2015)
- Mayara « Undead » Puertas – chant  (depuis 2015)

### Anciens membres
- Cristiano Fusco – guitare (1990-2002)
- Marcelo Fusco – batterie (1990-1993)
- Marcelo Dirceu – basse, chant (1990-1993)
- Vitor Rodrigues – chant (1993-2012)
- Fúlvio Pelli – guitare (1993)
- Mauricio Nogueira – guitare (2002-2008)
- Augusto Lopes – guitare (2008-2011)
- André Evaristo – guitare (2011-2015), chant (2012-2015)

## Discographie

### Albums studio
- 1998 : Shivering
- 1999 : Asylum of Shadows
- 2001 : The Unholy Spell
- 2003 : Pandemonium
- 2007 : Hellbound
- 2010 : Æquilibrium
- 2013 : Esquadrão de Tortura
- 2017 : Far Beyond Existence
- 2023 : Devilish

### Albums live
- 2004 : Death, Chaos and Torture Alive (CD-DVD)
- 2015 : Coup D´Etat Live (CD-DVD)
- 2022 : Tortura en la Iglesia en Vivo (CD)

### EP
- 2006 : Chaos Corporation
- 2015 : Possessed by Horror
- 2016 : Return of Evil
- 2021 : Into the Unknown

### Singles
- 2015 : Possessed by Horror
- 2020 : O Doutrinador / The Awakener
- 2022 : The Fallen Ones
- 2022 : Mabus
- 2023 : Hell is Coming
- 2023 : Flukeman

### Démos
- 1993 : A Soul in Hell